# Vanessa Borne
Danielle Sierra Kamela (* 18. März 1988 in Scottsdale, Arizona) ist eine amerikanische Wrestlerin. Sie stand zuletzt unter dem Namen Vanessa Borne bei WWE unter Vertrag.

## Wrestling-Karriere

### Knokx Pro Entertainment (2016)
Kamela trainierte mit Rikishi bei Knokx Pro Entertainment. Sie gab ihr In-Ring-Debüt am 26. März 2016 unter ihrem richtigen Namen Danielle. Sie wurde von Pedro in einem Match um die European Cruiserweight Championship Match besiegt.

### World Wrestling Entertainment (2016–2021)
Am 12. April 2016 wurde bekannt gegeben, dass Kamela bei der WWE unterschrieben hatte und mit dem Training im WWE Performance Center begonnen hat. Sie gab ihr NXT-Debüt kurz darauf bei einem Live-Event unter ihrem richtigen Namen. Ihr Fernsehdebüt fand am 5. Oktober 2016 in der Folge von NXT statt, wo sie von Peyton Royce besiegt wurde. Sie trat erneut in der NXT-Folge vom 19. Oktober auf, in der sie von Nikki Cross besiegt wurde. Am 28. Juni 2017 kehrte Kamela unter dem neuen Ringnamen Vanessa Borne zu den TV Shows zurück, wo sie Jayme Hachey besiegte. Für den Rest des Jahres und Anfang 2018 trat Borne weiterhin gegen verschiedene Wrestlerinnen wie Liv Morgan, Nikki Cross, Kairi Sane und Dakota Kai an, wo sie alle Matches verlor. Am 13. Februar 2019 begann sie ein Team mit Aliyah zu bilden, nachdem sie ihr geholfen hatte, Taynara Conti zu besiegen. In ihrem ersten gemeinsamen Match besiegten Borne und Aliyah Conti und Xia Li. 2020 wurde bekannt gegeben, dass sie ihren Vertrag mit der WWE verlängert hat. Am 19. Mai 2021 wurde sie von der WWE entlassen.